# Antonio de Deza y Ulloa
Antonio de Deza y Ulloa Murcia (Huejotzingo, 29 de junio de 1658 - Chihuahua, 20 de septiembre de 1728), hijo de don Fernando Deza y de Ulloa y de doña Antonia Marcia de la Llana, llegó a ser capitán de infantería en 1681 y después alcalde mayor y administrador de los bienes de la Nueva España. Fue gobernador y capitán general de Nueva Vizcaya, provincia perteneciente al Virreinato de Nueva España, Imperio Español. El 12 de octubre de 1709 fundó la ciudad de Real de Minas de San Francisco de Cuéllar, hoy conocida como Chihuahua.
Su título completo era el de "Capitán de caballos y corazas, Don Antonio Deza y Ulloa, caballero de la Orden de Santiago, contador juez oficial de la Real Hacienda y Caja de la Ciudad de México, gobernador y capitán general del reino de la Nueva Vizcaya."
De acuerdo con Salvador Treviño Castro, S.J, en "Del Chihuahua Colonial", gracias a las investigaciones realizadas por los historiadores Francisco R. Almada y Zacarías Márquez, hoy se sabe que Deza y Ulloa fue gobernador de la provincia de México en 1696, alcalde ordinario del Ayuntamiento de México, así como gobernador de la Nueva Vizcaya de 1709 a 1712; y estuvo involucrado con quienes recolonizaron el Nuevo México.
Es nombrado dos veces en la narración de Carlos de Sigüenza y Góngora de 1692, en la que narra un motín en México. Al parecer, Deza y Ulloa patrocinó los libros de fray Antonio de Segura, que tendría el favor del gobernador; el fraile le escribió 289 versos que componen el Arco triunfal y Loa. Mandó imprimir tres pequeñas hojas de los villancicos de Antonio Deza y Ulloa.